# Trichodapus longicerus
Trichodapus longicerus är en tvåvingeart som först beskrevs av Franz Lengersdorf 1926.  Trichodapus longicerus ingår i släktet Trichodapus och familjen sorgmyggor.
Artens utbredningsområde är Italien. Inga underarter finns listade i Catalogue of Life.